# 詹姆斯·錢尼
詹姆斯‧錢尼 (英語：James Earl Chaney，1943年5月30日—1964年6月21日），參與了1964年的自由之夏（Freedom Summer）民權運動。
與來自紐約的安卓‧古德曼以及麥可‧史維納一起在密西西比州被三K黨成員殺害。
2014年，巴拉克‧歐巴馬總統为他頒發了總統自由勳章。